# Presbiterianismo em Goiás
O Presbiterianismo é a segunda maior família denominacional protestante histórica no Estado de Goiás (atrás apenas dos batistas), correspondendo a 0,78% da população do Estado.

## História
Desde 1850, antes da chegada dos missionários presbiterianos no país, sociedades missionárias inglesas e estadunidenses já haviam iniciado a distribuição de Bíblia bíblias no Brasil. Por meio deste trabalho muitas pessoas puderam conhecer os ideais protestantismo da Sola Scriptura, que posteriormente facilitaram as missões no país. Este mesmo trabalho chegou a Goiás em 1860, e teve grande relevância para a missão presbiteriana que posteriormente instalou-se no Estado.

### Primeira missão presbiteriana em Goiás
O presbiterianismo chegou a Goiás por meio do trabalho do Reverendo John Boyle, missionário estadunidense que primeiro visitou a região no século XIX, como parte da Missão Oeste do Brasil, promovida pela Igreja Presbiteriana nos Estados Unidos. O trabalho inicial da missão contou com a evangelização direta e também com a construção de escolas, que é uma dos ideias do trabalho missionário presbiteriano.
Boyle, iniciou seu trabalho missionário na região do Triângulo Mineiro  e Sul de Goiás em 1884. No mesmo ano chegou a Santa Luzia de Goiás (atualmente Luziânia) e nesta cidade encontrou uma família que não frequentava a  Igreja Católica Romana por 14 anos, após receberem as bíblias distribuídas antes da chegada do missionário. Esta família foi batizada e assim deu origem a primeira igreja presbiteriana no Estado de Goiás.
Após voltar para os Estados Unidos em 1885, trouxe consigo outro missionário, o Reverendo  George Wood Thompson para suas viagem em Bagagem, e ambos passaram a trabalhar em Goiás a partir de 1887.
Em 1888, o Boyle  visitou as cidade de Santa Luzia (atualmente Luziânia), Catalão, Caldas (hoje Caldas Novas), Morrinhos, Formosa, Jaraguá, Entre Rios, Curralinhos e a Cidade de Goiás (até então capital da província). Neste ano a Igreja Presbiteriana do Brasil (IPB) foi organizada como uma denominação independente da Igreja Presbiteriana nos Estados Unidos e Igreja Presbiteriana nos Estados Unidos da América, as duas denominações estadunidenses que iniciaram as missões presbiterianas no país. Neste ano a IPB era composta por um único Sínodo que abrangia todo o território nacional.
No ano de 1889 Boyle fundou O Evangelista, jornal que objetivada difundir os ideias protestantes, responder as críticas promovidas pelos padres da região e denunciar o que protestantismo encontrava de errado na fé católica.
A partir de sua missão do Triângulo Mineiro e Sul de Goiás, os missionários trabalharam com a distribuição de bíblias e a pregação. Em 1889 um novo missionário chamado Franck A. Cowan passou a auxiliar Boyle, depois que Thompson teve de tratar-se, por ter contraído febre amarela. Em 1892, Boyle faleceu, pelo contágio da mesma doença. No ano seguinte os Revs. Álvaro Reis e Caetano Nogueira reorganizaram a igreja fundada em Luziânia.

### Cisão da Igreja Presbiteriana do Brasil
Em 1903, a Igreja Presbiteriana do Brasil passou uma cisão que deu origem a Igreja Presbiteriana Independente do Brasil. A igreja local da cidade de Luziânia, que foi a primeira igreja organizada no Estado, passou a integrar a nova denominação, o que prejudicou a missão da IPB no Estado.

### Missão Oeste do Brasil e a retomada da missão em Goiás
Em 1915,  o ReverendoTeodomiro Emerique, deu início a um novo trabalho missionário em Pouso Alto (atual Piracanjuba) e em 1926 a Missão Oeste do Brasil assumiu o campo missionário do Estado de Goiás. A partir de 1927, trabalhos missionários foram iniciados nas cidades de Anápolis, Goiandira, Pires do Rio, Cachoeira de Goiás, Ipameri, Catalão e em 1935, o trabalho missionário chegou a Goiânia (capital de Goiás), que deu origem a Primeira Igreja Presbiteriana de Goiânia.
Em 1939 o Reverendo Rev. James R. Woodson, após mudar-se para Goiânia, iniciou o projeto de plantação de igrejas em Uruana, Ceres, Goianésia, Uruaçu, Porangatu, Mata Azul (Morro Agudo de Goiás), Rubiataba, Xixá (atual Itapuranga), cidades vizinhas e a região do atual Estado do Tocantins.
Em 1947 foi fundado o Sínodo Oeste do Brasil da Igreja Presbiteriana do Brasil sob o qual estava jurisdicionado, as igrejas no território do Estado de Goiás. Neste mesmo período o Rev. Dr. Donald Gordon trabalho na região de Rio Verde.

### Trabalho educacional
A partir de 1940, o Reverendo Donald F. Schroeder e sua esposa Helen, começaram a organizar um biblioteca e uma escola primária, como parte do projeto missionário em Goiás. Em 1942 foi fundada pelo Reverendo Robert Emerick Lodwick a Escola Evangélica de Jataí, que foram posteriormente assumidos pelo Reverendo Samuel Irvine Graham com sua esposa Ruth Graham. Este trabalho deu origem posteriormente a fundação do Instituto Presbiteriano Samuel Graham  e da Igreja Presbiteriana Central de Jataí.
Com o trabalho da Miss. Martha Little várias escolas foram fundadas no interior do Estado, o que contribuiu para o avanço do presbiterianismo. A missão continuou e até 1948, havia cerca de 9 escolas em Goiás, nos municípios de Crixás, Formoso, Goianésia, Rubiataba, Uruana, Uruaçu e Wanderlândia.

## Igreja Presbiteriana do Brasil

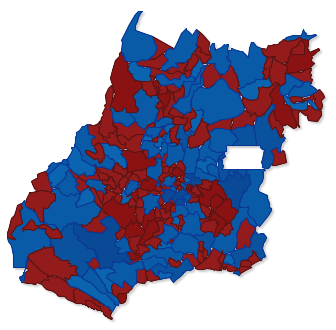
Mapa de municípios com igrejas federadas a Igreja Presbiteriana do Brasil em Goiás.

A Igreja Presbiteriana do Brasil (IPB) é a maior denominação presbiteriana no Estado, com cerca de 200 igrejas organizadas em quase todos os municípios. Dos sínodos que compõem a IPB, 2 estão exclusivamente em Goiás, o Sínodo Brasil Central e o Sínodo Sudoeste de Goiás. O Sínodo Brasília, Sínodo Taguatinga e Sínodo Central Brasília têm igrejas no entorno do DF no Estado de Goiás e o Sínodo Araguaia/Tocantins situa-se ao Norte de Goiás com igrejas também no Tocantins.
A IPB tem um dos seus oito seminários em Goiás, o Seminário Presbiteriano Brasil Central e opera , junto com suas igrejas federadas, outras oito instituições de ensino no estado como o Instituto Presbiteriano Samuel Graham e Instituto Presbiteriano de Educação (Goiânia).
A Junta de Missões Nacionais trabalha com missões no Estado de Goiás nas cidade de Barro Alto, Aporé e Mara Rosa.
A Primeira Igreja Presbiteriana de Goiânia realiza anualmente o Encontro da Fé Reformada que é um dos maiores eventos teológicos direcionados ao público calvinista do Brasil.

## Igreja Presbiteriana Independente do Brasil
A Igreja Presbiteriana Independente do Brasil tem igrejas em Goiás, espalhado por vários municípios do interior e na capital Goiânia. Dentre as cidades presentes estão: Luziânia, Anápolis, Chapadão do Céu, Mimoso de Goiás e Jataí.

## Igreja Presbiteriana Conservadora do Brasil
A Igreja Presbiteriana Conservadora do Brasil tem dois presbitérios em Goiás, o Presbitério Brasil Central com igrejas em Goiânia, Trindade, Caldas Novas e Araçu, e o Presbitério Centro Sul, com igrejas em Goiânia e Aparecida de Goiânia.

## Igreja Presbiteriana Unida do Brasil
A Igreja Presbiteriana Unida do Brasil tem uma igreja no município de Formosa, no Entorno do Distrito Federal.

## Igreja Presbiteriana Fundamentalista do Brasil
A Igreja Presbiteriana Fundamentalista do Brasil não têm igrejas em Goiás.